# Actualités cinématographiques
Pour les articles homonymes, voir Actualité (homonymie) et Newsreel.
 (septembre 2019).
Si vous disposez d'ouvrages ou d'articles de référence ou si vous connaissez des sites web de qualité traitant du thème abordé ici, merci de compléter l'article en donnant les références utiles à sa vérifiabilité et en les liant à la section « Notes et références ».
Les actualités cinématographiques étaient une série de courts métrages qui se présentaient sous la forme d'un montage d'informations documentaires relatant les faits et événements récents dans les domaines les plus divers (politique, économique, culture, etc.), films qui étaient projetés juste avant le long métrage à l'affiche, ou dans des lieux dédiés.
En français, on parle aussi d'actualités filmées, de presse filmée ou de films d'actualité, en anglais, de newsreel. Elles ne doivent pas être confondues avec les agences de presse, qui peuvent également en produire.
L'âge d'or des actualités cinématographiques va de 1907 à 1950, période qui voit la multiplication de programmes, de séries et de sociétés productrices. Comparables dans leur conception et leur finalité à la presse écrite, gros outil de propagande en période de conflits, les actualités cinématographiques paraissaient à courts intervalles réguliers (hebdomadaires ou bihebdomadaires).
S'inscrivant dans les processus de déclin du court métrage, ayant perdu de leur crédit auprès des spectateurs et des exploitants de salle, et surtout fortement concurrencées par la télévision, les actualités cinématographiques disparaissent au début des années 1960 en Amérique, puis en Europe, où elles perdurent une dizaine d'années.

## Histoire

### Origines

#### France
Les actualités cinématographiques sont nées avec le cinématographe, en 1895 avec Le Débarquement du congrès de photographie à Lyon. Les premiers reporters français, que sont Alexandre Promio, Francis Doublier, Marius Chapuis et Félix Mesguich, parcourent le monde pour en rapporter des images filmées, alors que Georges Méliès tourne en studio des actualités reconstituées. La concurrence est rude entre les sociétés Gaumont et Pathé qui parfois recourent à des images et reconstitutions non authentiques, dans le but de faire du « sensationnalisme ». En 1897 est montré au public un des premiers reportages : la visite, à Paris, du tsar Nicolas II et un an plus tard la bénédiction du pape Léon XIII. Il ne s'agit néanmoins à l'époque pas encore d'actualités suivies.
C'est en 1909 que paraît le premier hebdomadaire d'actualités filmées, le Pathé-Journal, qui, sous l'emblème du coq chantant, sera distribué dans de nombreux pays (en 35 mm, traitant souvent des sujets de guerres). Moins de deux ans après, Gaumont-Actualités, Éclair-Journal et Éclipse-Journal voient le jour.
Durant l'Occupation, les autorités allemandes distribuent en zone occupée la version française des Actualités mondiales, une des éditions de la Deutsche Wochenschau. En « zone libre », le régime de Vichy diffuse le Journal France- Actualités Pathé, conçu à Marseille. Un accord entre les deux structures est conclu en novembre 1940. En août 1942 est créé à Paris le journal franco-allemand France-Actualités, qui possède le monopole de l'information cinématographique sur tout le territoire français. Ces actualités accordent une place centrale à la propagande politique. Si depuis l'automne 1943, son président Henri Clerc, pourtant collaborateur, essaie de contenir les demandes allemandes de multiplier les documents pro-nazis, considérant que cette option ne serait pas efficace sur le public français, l'arrivée de Philippe Henriot comme secrétaire d'État à l'Information et à la Propagande en janvier 1944 conduit à son limogeage ; son successeur accepte désormais toutes les requêtes du Referat Film.

### Censure et progrès
C'est une bande d'actualités Pathé de 1909 présentant une quadruple exécution capitale qui est à l'origine de la censure cinématographique. Mais, avec l'instauration du système de projection pour avis aux représentants du ministère de tutelle, la presse filmée souffre plus de l'autocensure que du contrôle gouvernemental.
Les autorités militaires sont peu disposées à accepter sur les champs de bataille la présence d'opérateurs cinématographiques, alors que la Première Guerre mondiale débute. Mais l'intérêt du cinéma sur les masses intéressent finalement ces dernières, qui, par l'intermédiaire du Service cinématographique aux armées participent à la création d'actualités hebdomadaires pour le cinéma, baptisées Les Annales de la guerre.
Le premier film d'actualité en couleur est tourné en 1918 par Gaumont, grâce au procédé trichrome, et représente le défilé sur les Champs-Élysées des troupes françaises victorieuses. C'est la société américaine Fox Movietone qui, en 1927, ajoute pour la première fois le son à un reportage, qui filme le premier vol transatlantique de l'aviateur Charles Lindbergh. En 1932, le journal Gaumont-Actualités présente les premières actualités commentées à l’occasion du lancement du paquebot Normandie, à la couverture médiatique mondiale.
Durant, l'Occupation, les actualités sont produites par le gouvernement de Vichy et soumises à la censure allemande. Elles sont diffusées dans des salles éclairées, afin de pouvoir repérer d'éventuels éléments perturbateurs.

### Fonctionnement
Les maisons d'édition de presse écrite et de presse filmée se ressemblent fort. D'abord, les documents recueillis sont montés sous la responsabilité d'un directeur en chef. Les actualités sont suivies de magazines et de sujets « compensés » ou publicitaires. Enfin, de nombreuses copies sont tirées et louées à un tarif établi selon le nombre d'entrées et l'ancienneté des actualités.
Les actualités ont un rôle important, en deuxième place après la presse écrite, dans la diffusion de l'information en France. Elles permettent le plus souvent de mettre un visage sur des personnalités politiques de premier plan international, à l'instar de Woodrow Wilson, Winston Churchill ou Adolf Hitler. Leur caractère succinct, associé à l'immense succès, parmi toutes les couches de la société, du cinéma, permet de tenir informé la masse d'évènements nationaux ou mondiaux importants et de les tenir au courant de sujets plus légers, comme la mondanité.

### Fin des actualités et legs historique
Malgré l'aide financière de l'État, le déclin engendré par l'avènement de la télévision est irréversible. La naissance de celle-ci se fait progressivement : en 1934, René Barthélemy commence des expérimentations et en 1935, un émetteur installé au sommet de la Tour Eiffel diffuse des programmes réguliers, néanmoins interrompus par la Seconde Guerre mondiale, après laquelle une moyenne de 124 heures par semaine de programme ainsi, qu'en 1949 le premier journal télévisé (présenté par Pierre Sabbagh), précipite la fin des actualités. C'est à l'occasion du succès de la retransmission en direct du couronnement de la reine du Royaume-Uni Élisabeth II, dans cinq pays, le 2 juin 1953, que, le lendemain les autorités prennent consciences d'un secteur en déclin. Le Figaro écrit ainsi que « la télévision […] a fait la conquête du grand public ».
Après avoir racheté leurs concurrents, les deux derniers journaux, ceux de Gaumont et Pathé, n'éditent plus que les magazines avant de disparaître en 1980, laissant aux historiens quatre-vingts années d'archives cinématographiques, à la fois source d'études socio-historiques et films de montage d'un intérêt souvent remarquable.

## Les sociétés de productions et séries par pays

### Allemagne
- Ufa-Woche (à partir du 17 septembre 1925)
- Ufa-Tonwoche (en) (10 septembre 1930 – 19 juin 1940 ; no 1–511)
- Tobis-Wochenschau (1938–1940)

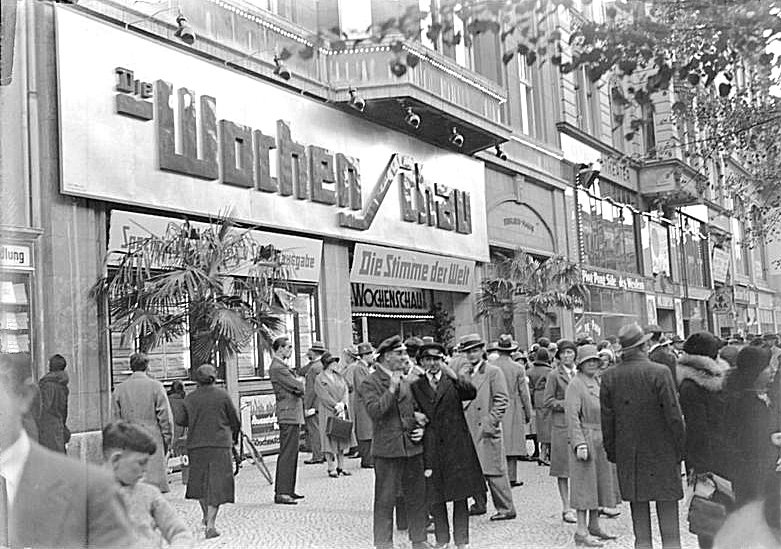
Die Wochenschau. Die Stimme der Welt, la première salle de cinéma allemande consacrée aux actualités (Berlin, septembre 1931).

- Die Deutsche Wochenschau (25 juin 1940 – 22 mars 1945 ; no 512–755)
- Deulig-Woche (Stummfilm ; 1920–1931)
- Deulig-Tonwoche (6 janvier 1932 – février 1939 ; no 1–370)
- Fox Tönende Wochenschau (1930–1940 et 1950–1978)
- Ufa-Europa-Woche (février 1944 – janvier 1945 ; no 50–100)
- Ufa-Auslands-Tonwoche (1943–1945)
- Descheg-Monatsschau (mars 1942 – avril 1944 ; no 1–26)
- Panorama-Farbmonatsschau (en) (1944–1945)
- Welt im Film (de) (Actualités des autorités américaine et britannique : mai 1945 - juin 1952)
- Neue Deutsche Wochenschau (janvier 1950 – mai 1963)
- Die Zeit unter der Lupe (juin 1963 – août 1969)
- Blick in die Welt (1951-1986)
- Der Augenzeuge (RDA, 19 février 1946 - 19 décembre 1980)
- Welt im Bild (de) (juillet 1952 – juillet 1956)
- Ufa Wochenschau (août 1956 – juin 1977)
- Fernsehsendung Wochenspiegel (ARD) (à partir de 1953)

### Autriche
- Wochenschau der Wiener Kunstfilm-Industrie (en) (ca. 1911–?)
- Kriegs-Journal (1914–1918, Wiener Kunstfilm-Industrie)
- « Österreichischer Kino-Wochenbericht vom nördlichen und südlichen Kriegsschauplatz », puis en 1915 « Kinematographische Kriegsberichterstattung » et « Sascha-Kriegswochenbericht » (1914–1918, Sascha-Film)
- « Sascha-Meßter-Woche » (1914–1918, aussi : « Sascha-Meßter-Film »)
- « Steiermärkische Filmjournal » (1920–?)
- « Selenophon-Woche » (1931–1934, Selenophon Licht- und Tonbildgesellschaft et Hugo Engel)
- « Österreich in Bild und Ton“» (1933–1938)
- « Austria Wochenschau » (1949–1994)
- ORF-Sendung Wochenschau

### Belgique
- La Semaine animée (1912-1914)
- Yser Journal (1914-1918), Service cinématographique de l'Armée belge
- La Semaine Belge (1919-?)
- Vlaamsche Gebeurtenissen (?-?), fondé par Clemens De Landtsheer (nl) (Flandria Film)
- Belgavox

### Canada
- Associated Screen News of Canada (en) (1920-1958)
- En avant Canada (en) et Canada Carries On (1940-1959, Office national du film du Canada)

### Espagne
- NO-DO (1943-1981)

### États-Unis
- Pathé News (Pathé, 1910-1956)
  - RKO-Pathé
  - Warner-Pathé
- Hearst Metrotone News, devenu News of the Day (Hearst Corporation - Metro-Goldwyn-Mayer, 1914-1967)
- Fox Movietone News (20th Century Fox, 1919-1963)[5]
- Paramount News (Paramount Pictures, 1925-1957)
- Universal Newsreel (Universal Studios, 1929-1967)[6]
- Workers Film and Photo League (Parti communiste américain, 1930-1936)
- Columbia Pictures' Newsreel (Columbia Pictures, 1931-1972)
- The March of Time (Time Incorporated - Warner Brothers - RKO Pictures, 1935-1951)
- United News Corporation (5 majors associés à l’Office de l'information de guerre (US Office of War Information), 1942-1945)
- United States Information Agency, à partir de 1953

### France
Sans compter les services des agences anglo-saxonnes, on trouve chronologiquement :
- Pathé-Journal, fondé en 1908 par Charles Pathé, revendu à Bernard Natan (1927)
- Éclipse-Journal (?-?)
- Éclair-Journal (1913-?)
- France-Actualités-Gaumont (1932-1942) — groupe Gaumont, reprise du Pathé-Journal
- Les Actualités mondiales de la Deutsche Wochenschau (1940-1942)
- France Libre Actualités (1944-1945)
- Les Actualités françaises (1945-1969) — monopole

### Italie
- Settimana Incom
- Caleidoscopio CIAC
- Filmgiornale SEDI
- Mondo Libero ASTRA
- Panorama

### Royaume-Uni
- British Movietone

### Suisse
- Ciné-Journal Suisse (1923–1936, Office cinématographique, Lausanne)
- Ciné-Journal suisse, Schweizer Filmwochenschau (1940–1975, Cinégram (de))